# Wildes Männle

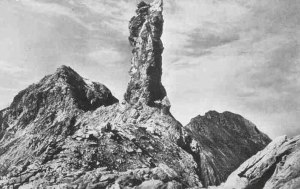
Das Wilde Männle um 1900

Das Wilde Männle war eine Felsformation am Nordrand des Wieslekars auf einem Grat des Wilden Mannes, einem Berg in den Allgäuer Alpen in Bayern, und ein Wahrzeichen auf dem Heilbronner Weg.

## Geschichte
Das Wilde Männle befand sich auf einer Höhe von 2399 Metern und prägte die Bergsilhouette über Oberstdorf. Die Erstbesteigung führte Willi Heimhuber im Jahr 1902 durch. Die Ersteigung des später mit Gipfelbuch und Kreuz versehenen etwa 30 Meter hohen Wilden Männles dauerte zwar nur etwa 20 Minuten, galt aber als schwierig.

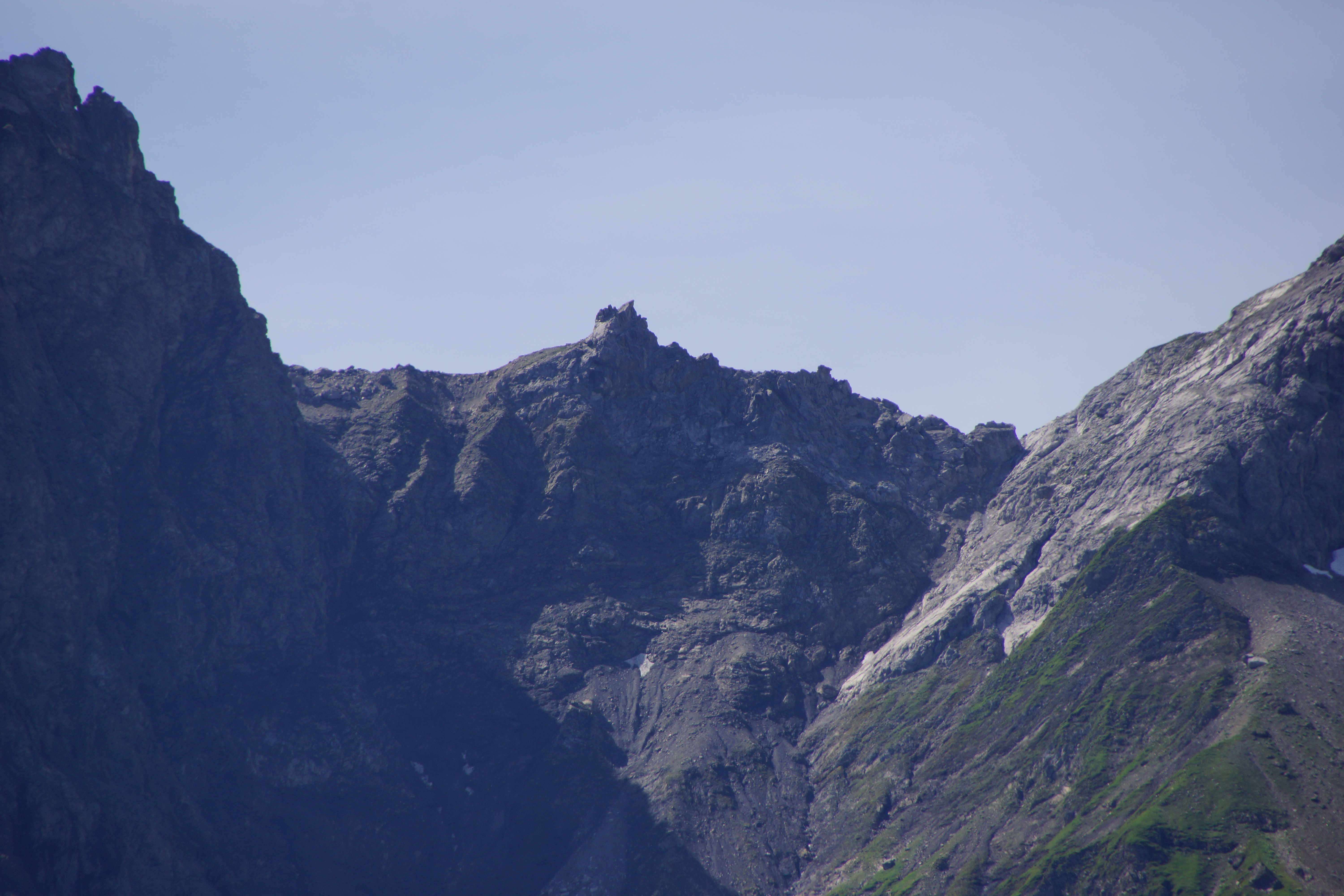
Die „Eule“, gesehen vom Einödsberg

Seinen Namen erhielt das nadelförmige Gebilde wahrscheinlich, weil seine Form an die angeblich seit der Keltenzeit in Oberstdorf ansässigen Wilden Männle erinnerte, die alle fünf Jahre mit dem Wilden-Mändle-Tanz gefeiert werden. In den 1940er Jahren brach der etwa zwei Meter hohe „Kopf“ des Wilden Männles ab, doch die Felsformation war nach wie vor ein beliebtes Ziel für Kletterer. Am 8. Mai 1962 wurde das Wilde Männle durch einen Gewittersturm umgerissen und ins Bacherloch hinabgefegt. Nur zwei kleine Felszacken blieben übrig. Da diese Zacken an die Ohrfedern einer Eule erinnern, hat sich inzwischen der Name „Eule“ für die Überreste des Wilden Männles eingebürgert.
Im Allgäu wird auch die Gewöhnliche Küchenschelle als „Wildes Mändle“ bezeichnet. Ein Lokal in Oberstdorf trägt ebenfalls diesen Namen.
Zur Geschichte des Begriffs und seiner Hintergründe siehe